# Betsy Russell
Betsy Russell (San Diego, 6 settembre 1963) è un'attrice statunitense.

## Biografia
Viene ricordata per i suoi ruoli in alcune commedie degli anni ottanta come American College, College in calore, ma anche per aver preso parte a numerose serie televisive come A-Team, La signora in giallo, Casa Keaton, oltre che, più recentemente per il ruolo di Jill Tuck, ex moglie del serial killer Jigsaw della serie di film horror di Saw.

## Filmografia

### Cinema
- Let's do it, regia di Bert I. Gordon (1982)
- American College (Private School... for Girls), regia di Noel Black (1983)
- College in calore (Tomboy), regia di Herb Freed (1985)
- Fuori controllo (Out of control), regia di Allan Holzman (1985)
- Angel killer II - La vendetta (Avenging Angel), regia di Vincent O'Neill (1985)
- Camp Fear, regia di Thomas Edward Keith (1991)
- I delitti di New Orleans (Delta Heat), regia di Michael Fischa (1992)
- Saw III - L'enigma senza fine (Saw III), regia di Darren Lynn Bousman (2006)
- Saw IV, regia di Darren Lynn Bousman (2007)
- Saw V, regia di David Hackl (2008)
- Saw VI, regia di Kevin Greutert (2009)
- Saw 3D - Il capitolo finale (Saw 3D), regia di Kevin Greutert (2010)

### Televisione
- Il principe delle stelle (The Powers of Matthew Star) – serie TV, episodio 1x01 (1982)
- T.J. Hooker – serie TV, episodio 2x01 (1982)
- Casa Keaton (Family Ties) – serie TV, episodio 1x02 (1982)
- A-Team – serie TV, 2 episodio (1984-1986)
- La signora in giallo (Murder, She Wrote) – serie TV, episodio 2x20 (1986)
- Scuola di football – serie TV, 3 episodi (1986-1987)
- Superboy – serie TV, episodio 2x12 (1989)
- Tutto per mio figlio (Born and Missing), regia di Michael Feifer – film TV (2017)

## Doppiatrici italiane
- Emanuela Rossi in Saw IV, Saw V, Saw VI, Saw 3D - Il capitolo finale
- Laura Boccanera in Angel Killer II - La vendetta
- Valeria Perilli in La signora in giallo